# Sauce à l'oignon

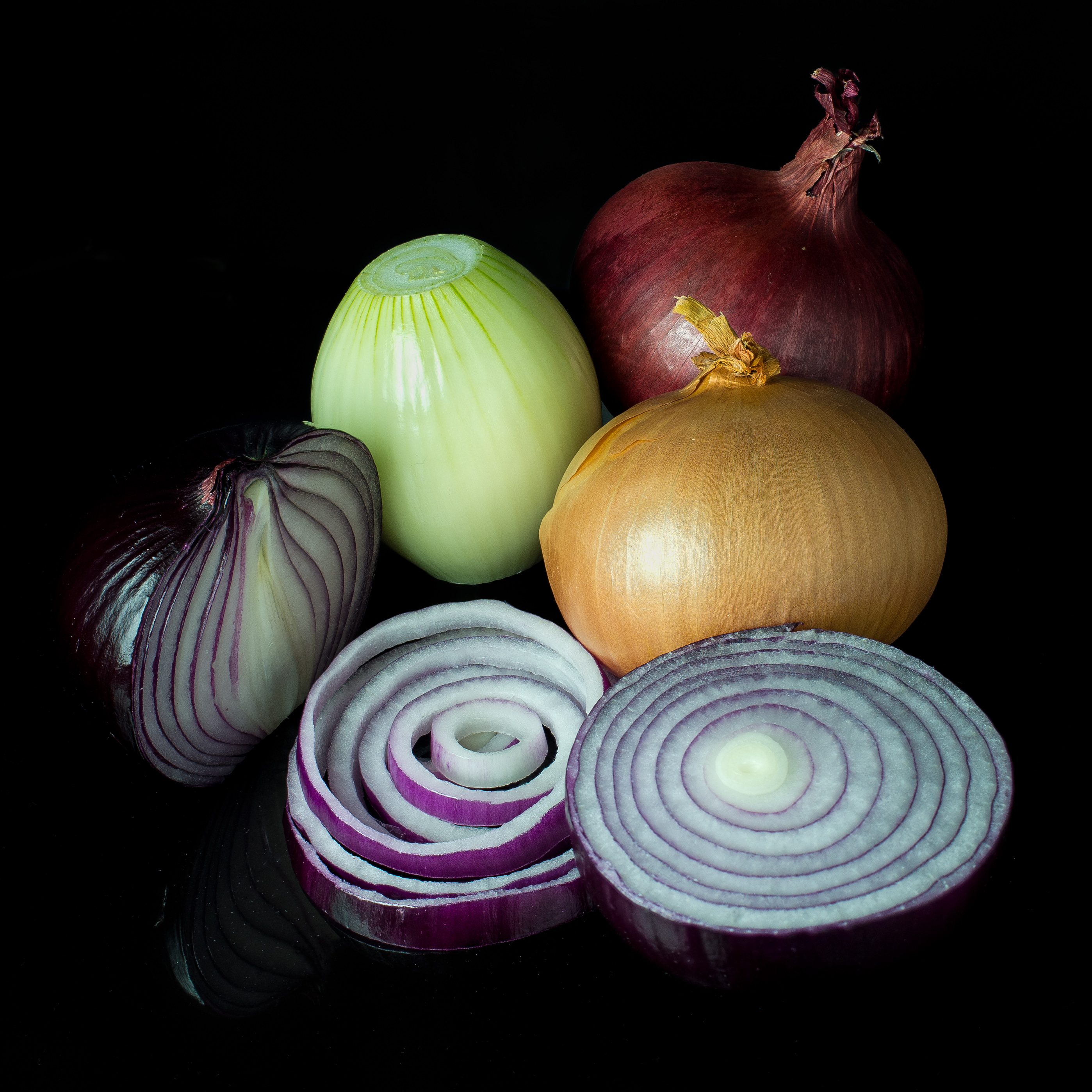
Différentes variétés d'oignons.

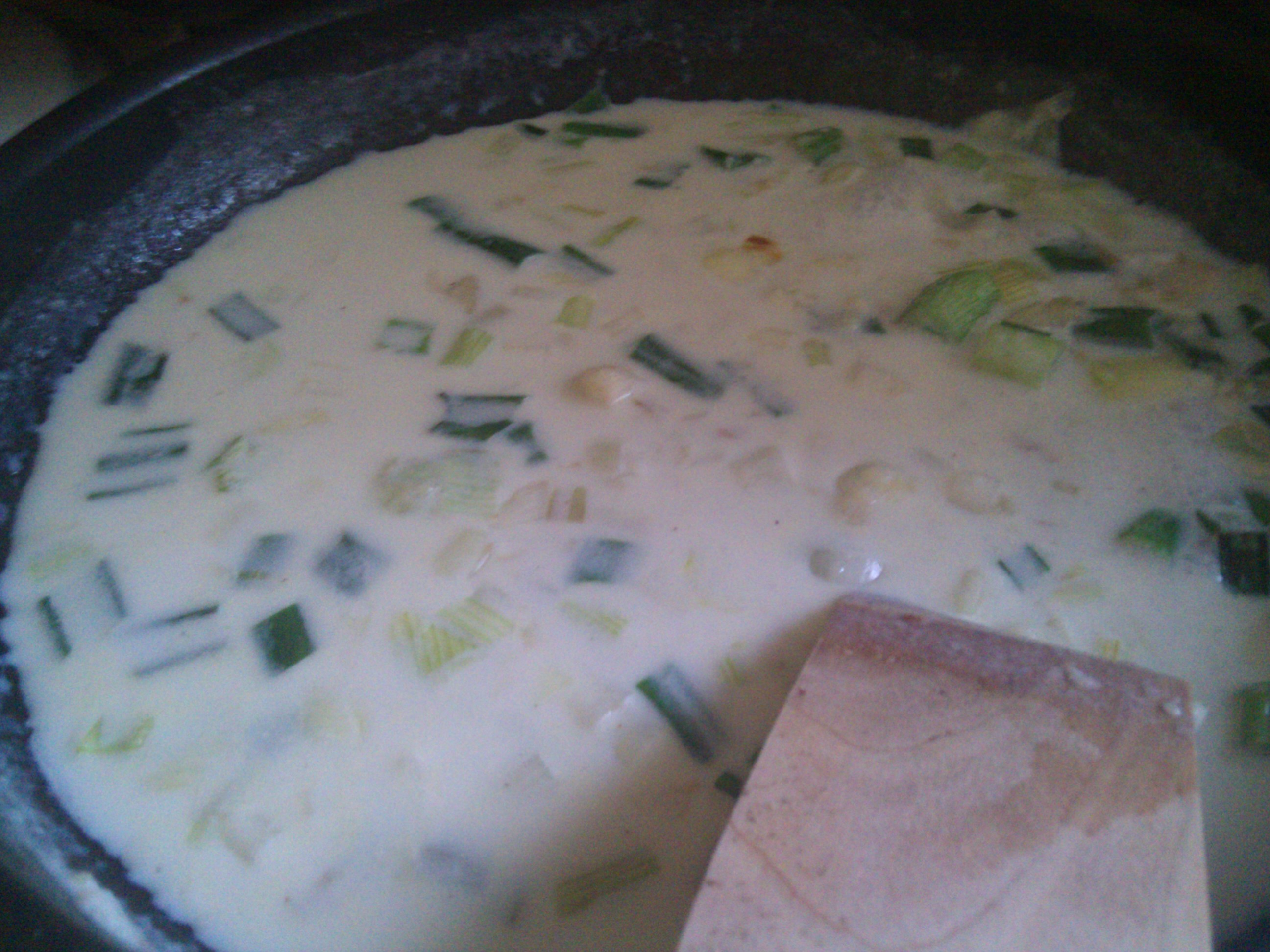
Sauce à l'oignon préparée pour accommoder des pommes de terre nouvelles.

Une sauce à l'oignon est une sauce culinaire dont l'ingrédient principal est l'oignon,. Certaines sauces à l'oignon se préparent avec plusieurs variétés d'oignons. Elles peuvent être de couleur brune ou blanche,,.

## Composition
De nombreux ingrédients peuvent entrer dans la préparation d'une sauce à l'oignon, tels que crème, lait, beurre, bouillon de poule, vin, porto, bière, jus de citron, farine, sel, poivre, poivre de Cayenne, noix de muscade, moutarde en poudre, sauge et autres types de fines herbes, ketchup aux champignons, chapelure, bacon et autres. On commence généralement par couper les oignons en rondelles ou en dés, avant de les cuire et de leur ajouter d'autres ingrédients. On laisse ensuite cuire ou mijoter le mélange afin de créer une sauce,. Certaines recettes préconisent en premier lieu de faire revenir les oignons jusqu'à ce qu'ils soient dorés,.

## Utilisation
La sauce à l'oignon peut accommoder de nombreux aliments, tels que pommes de terre et petits pois, des viandes comme le porc, le canard, le lapin et le mouton, ou bien le foie (foie de veau),,. Une sauce à l'oignon préparée avec de la chapelure peut être utilisée comme farce dans de nombreux plats à base de volaille (oie par exemple).
La cebolada, d'origine portugaise, désigne un ragoût, une sauce ou bien une purée dont le principal ingrédient est l'oignon,. On la retrouve dans plusieurs plats portugais.

## Voir également